# Friuli Grave Pinot Bianco
Le Friuli Grave Pinot Bianco est un vin italien de la région Frioul-Vénétie Julienne doté d'une appellation DOC depuis le 1er octobre 1985. Seuls ont droit à la DOC les vins blancs récoltés à l'intérieur de l'aire de production définie par le décret.

## Caractéristiques organoleptiques
- couleur : jaune paille plus ou moins intense
- odeur : caractéristique
- saveur : sèche, harmonique, parfois vif

Le Friuli Grave Pinot Bianco se déguste à une température comprise entre 10 et 12 °C. Il se boit jeune

## Production
Province, saison, volume en hectolitres :
- Pordenone (1990/91) 15533,77
- Pordenone (1991/92) 15398,65
- Pordenone (1992/93) 16994,91
- Pordenone (1993/94) 17509,42
- Pordenone (1994/95) 18238,64
- Pordenone (1995/96) 16404,1
- Pordenone (1996/97) 20093,16
- Udine (1990/91) 4525,25
- Udine (1991/92) 4430,27
- Udine (1992/93) 5082,76
- Udine (1993/94) 5098,34
- Udine (1994/95) 3705,44
- Udine (1995/96) 3626,02
- Udine (1996/97) 4523,32